# Sosnovka (Kursk)
|  | Per a altres significats, vegeu «Sosnovka». |

Sosnovka (en rus: Сосновка) és un poble de l'óblast de Kursk, a Rússia, que en el cens del 2010 tenia 736 habitants. Pertany al districte rural de Gorxétxnoie.